# كنيسة القديس يوحنا المعمدان للروم الأرثوذكس بالقدس

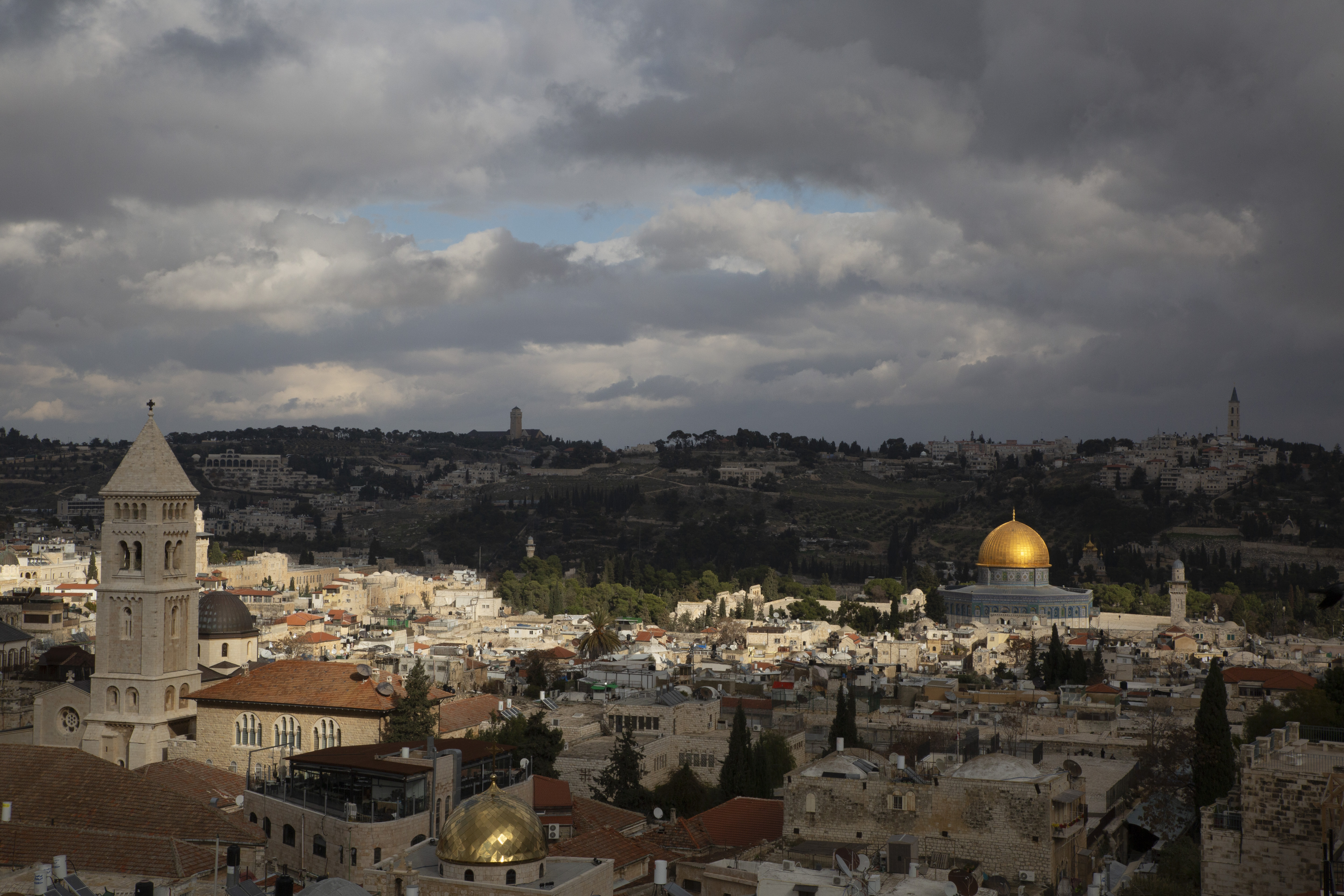
قبة الصخرة والكنيسة اللوثرية وكنيسة القديس يوحنا المعمدان للروم الأرثوذكس في القدس

كنيسة القديس يوحنا المعمدان (بالعبرية:  כנסיית יוחנן המטביל‏) هي كنيسة صغيرة أرثوذكسية يونانية تقع في منطقة مورستان في الحي المسيحي من القدس. في شكلها الحالي، يعود تاريخ معظم الكنيسة الموجودة فوق الأرض إلى القرن الحادي عشر، والقبو إلى الفترة الرومانية أو البيزنطية المتأخرة (بين عامي 324 و500م).

## التاريخ

### الفترة البيزنطية
تم بناء الهيكل الأول، وهو مبنى ثلاثي الفصوص، في وقت ما في القرن الرابع إلى السادس، وكان يستخدم لأغراض غير معروفة. لقد تعرض للتلف في الغزو الساساني للقدس ثم تم تعديلها على نطاق واسع. يمكن تفسير المصدر على أنه يعني أنه تم ترميمه خلال القرن السابع على يد يوحنا الرحيم، بطريرك الإسكندرية.

### فترة العصور الوسطى
بحلول القرن الحادي عشر، كان المبنى القديم قد انخفض إلى ما لا يقل عن 3 أمتار تحت مستوى الشارع، وكانت أبوابه ونوافذه مسدودة، وكان بمثابة مكان لتخزين البضائع والمياه. خلال هذا القرن، قامت منظمة استقر تجار أمالفيتان في القدس واستولوا على الزاوية الجنوبية الغربية من هادريانيك المنتدى، حيث أسسوا دارًا للحجاج، مكتملة بمستشفى ومشفى. الكنيسة. تم تشييد الكنيسة الجديدة فوق الهيكل القديم، الذي أصبح الطابق السفلي لها ويفرض التصميم الثلاثي حنية الكنيسة للكنيسة بأكملها. كانت هذه الكنيسة كان يعتني به رهبان بيندكتين. في عام 1099، عولج في المستشفى الفرسان الصليبيون الذين أصيبوا خلال حصار القدس وبعد التعافي بدأ هنا ما أصبح فيما بعد وسام فرسان مستشفى القديس يوحنا القدس، الذي سمي على اسم الكنيسة، والمعروف أيضًا باسم فرسان الإسبتارية. بعد الحصار القدس (1187)|الاستيلاء على القدس على يد صلاح الدين الأيوبي عام 1187، ويبدو أن الطابق السفلي كان مملوءًا بالحطام.

### الفترة العثمانية
في نهاية القرن الخامس عشر، استحوذت بطريركية القدس للروم الأرثوذكس على الكنيسة وعلى الأرجح حولت الطابق السفلي إلى كنيسة صغيرة، والتي، بحسب منقب جان باتيست هامبرت من المدرسة الفرنسية للكتاب المقدس والآثار، قد تكون المرة الأولى التي يتم فيها استخدام الهيكل لغرض عبادي. خلال القرن السادس عشر، تم استخدام الكنيسة لفترة قصيرة كمسجد، ولكن سرعان ما تم استخدامها تم استعادته من قبل الأرثوذكس اليونانيين، الذين قاموا في عام 1660 ببناء تكية كبيرة للحجاج بجواره. في القرن التاسع عشر، تمت إزالة القبو، وتم إلقاء الضوء على وعاء ذخائر مثير للإعجاب من بناء المذبح.

## الغرض الأصلي للمبنى

### النظرة العلمية
الرأي السائد منذ فترة طويلة بأن الهيكل الروماني أو البيزنطي الأصلي المتأخر تم بناؤه ككنيسة، يعتمد جزئيًا على جون روفوس (ولد ج. 450 م)، الذي ربما يشير في كتابه Plérophories إلى كنيسة. ديديعود تاريخه إلى القديس يوحنا المعمدان، وكان موجودًا في القدس خلال القرن السادس. تشير المصادر البيزنطية إلى مزار في الجزء الغربي من القدس كان يحتوي على بقايا رأس المعمدان. لا يوجد دليل أثري أو نصي على أن كنيسة يوحنا المعمدان الحالية هي الكنيسة التي ربما أشار إليها جون روفوس أو مصادر بيزنطية أخرى. المبنى الروماني المتأخر الذي تم التنقيب عنه بواسطة همبرت في 2010-2011، والذي أصبح لا يحمل سرداب الكنيسة الحالية أي علامات معمارية مسيحية، ولكن لم يكن من المتوقع حدوث ذلك خلال القرنين الرابع والسادس، عندما كانت هندسة الكنيسة لا تزال تتبع المخططات الرومانية قبل المسيحية. يسمح همبرت بـ احتمال أن المزار المخصص لرئيس المعمدان ربما لم يخدم الأغراض الليتورجية الإفخارستية، وبالتالي كان له تصميم غير عادي؛ أو أن مبنى علمانيًا في الأصل ربما تم إعادة تكريسه ككنيسة. ويشير أيضًا إلى أن ترميم الكنيسة في هذه المنطقة على يد القديس يوحنا ألمونر بعد عام 614 ربما أدى إلى ارتباك وارتباط لاحق من كنيسة العصور الوسطى المتأخرة، مع القديس يوحنا الأكثر احترامًا، أي المعمدان. حقيقة أن دار الحجاج بنيت في نفس المنطقة من قبل تشارلز الكبير في كاليفورنيا. تم ذكر عام 800 دائمًا باسم القديسة مريم، وليس القديس يوحنا، مما يشير إلى أن الارتباط بالمعمدان كان في تاريخ لاحق.
مهما كان الأمر، فعند وصول الأمالفيتانيين في القرن الحادي عشر، كان هذا التقليد موجودًا بالفعل، وقد كرسوا كنيستهم الجديدة، التي كان المبنى القديم بمثابة الطابق السفلي لها، للقديس يوحنا المعمدان.
يقترح همبرت أن الهيكل الأولي تم استخدامه لأول مرة لأغراض الطقوس من قبل الأرثوذكس اليونانيين، في القرن التاسع عشر، كمصلى تحت الأرض أسفل كنيسة القرن الحادي عشر.
لا يستبعد همبرت احتمال أن يكون الهيكل القديم قد تم تشييده كمبنى علماني من قبل قسطنطين الكبير، أو كمزار أو كنيسة مسيحية من قبل أي من إيودوسيا (كما تقترح المصادر البيزنطية). )، على الأرجح بواسطة جستنيان، أو بواسطة أناستاسيوس، الذي بنى كنيسة مخصصة للمعمدان عند نهر الأردن حوالي عام 500.

### النظرة التقليدية
وجهة النظر التقليدية تقول أن المبنى القديم قد تأسس بالفعل ككنيسة في 450-460 من قبل الإمبراطورة يودوسيا وتم ترميمه بعد تدميره على يد الفرس في عام 614.
وفقًا لأحد التقاليد الأرثوذكسية اليونانية، كان رأس القديس يوحنا المعمدان محتجزًا في هذه الكنيسة.<ref>القديس يوحنا المعمدان، الحي المسيحي، جولات الكتاب المقدس نسخة محفوظة 2021-04-10 على موقع واي باك مشين.</ref>

## التحقيق الأثري
تم مسح وحفر كنيسة القرون الوسطى والهيكل الروماني أو البيزنطي المتأخر الذي كان بمثابة سرداب لها عدة مرات.
- 1914 و1919: لويس هيوز فنسنت وفليكس مارى هابيل قاموا بتوثيق الموقع[1]
- 2010-2011: تم التنقيب عن الهيكل الروماني المتأخر على يد جان بابتيست همبرت قبل أن يتم تجديده على يد الروم الأرثوذكس[1]

## الوصف
الكنيسة العلوية بها 3 حنية كنسية و مجاز الكنيسة طويلة، قبتها مدعمة بـ 4 أعمدة.